# Битка за Алжир
Битка за Алжир (итал. La battaglia di Algeri; арап. معركة الجزائر) је италијанско-алжирски ратни филм из 1966. године, режисера и ко-сценаристе Ђила Понтеркорва. Заснован је на акцијама које су побуњеници током Алжирског рата за независност (1954–1962) предузели против француске владе у Северној Африци, од којих је најистакнутија насловна битка за Алжир, главни град истоимене државе. Снимљен је на локацији стилом инспирисаним Робертом Роселинијем: црно-бела форма са монтажом документарног типа како би се појачао осећај историјске аутентичности, са углавном непрофесионалним глумцима који су преживели праву битку. Музику за филм су компоновали Понтекорво и Енио Мориконе. Битка за Алжир се често повезује са италијанским неореализмом.
Филм се углавном концентрише на револуционарног борца Алија Ла Поантеа између 1954. и 1957. године, када су герилски борци ФЛН-а отишли у Алжир. Њихове акције дочекали су француски падобранци који су покушавали да поврате територију. Филм такође говори о организацији герилског покрета и илегалним методама, попут мучења, које су користили Французи како би их зауставили. Алжир је на крају успео да стекне независност од Француске, о чему Понтекорво говори у епилогу филма.
Филм је добио похвале критичара. И побуњеничке групе и државни органи сматрају да је филм важан коментар урбаног герилског рата. Заузима 48. место на листи 250 најбољих филмова критичара у анкети часописа Sight and Sound из 2012, као и 120. место на листи 500 најбољих филмова свих времена часописа Empire. Такође се нашао на листи 100 италијанских филмова које треба очувати. Пошто је био предмет друштвено-политичке контроверзе, филм није био приказиван пет година у Француској; на крају је објављен 1971. године.

## Радња
Филм реконструише догађаје који су се десили у главном граду француског Алжира између новембра 1954. и децембра 1957. године, током Алжирског рата за независност. Наратив почиње организацијом револуционарних ћелија у Касби. Због партизанског рата између локалног алжирског становништва и алжирских Француза, у којем обе стране чине све веће насиље, Француска шаље падобранце француске војске у град да се боре и ухвате припаднике Фронта националног ослобођења (ФЛН). Падобранци су приказани како неутралишу читаво руководство ФЛН-а било убиствима или хапшењима.
Приказане су тактике герилске побуне ФЛН-а и француских противпобуњеника, као и ружнија страна рата. И колонизатор и колонизовани чине злочине над цивилима. ФЛН у заузетој Касби по кратком поступку врши погубљења алжирских криминалаца и осумњичених француских колаборациониста; они врше тероризам, укључујући акције као што је бомбашки напад у кафеу Милк Бар, како би узнемиравали Европљане. Снаге безбедности прибегавају убиствима и неселективном насиљу над опозицијом. Француски падобранци су приказани како рутински прибегавају мучењу, застрашивању и убиствима.
Понтекорво и Солинас су у свом сценарију створили неколико протагониста који су засновани на разним ратним личностима. Прича почиње и завршава се из перспективе Алија Ла Поантеа, ситног криминалца који бива политички радикализован у затвору. Регрутује га командант ФЛН-а Ел-Хади Џафар, кога глуми Сади Јасеф, који је током рата био командант ФЛН-а.
Потпуковник Матје, командант падобранаца, главни је француски лик. Остали ликови су дечак „Мали” Омар , улично дете које је гласник ФЛН-а; Ларби Бен М'хиди, највиши лидер ФЛН-а који даје политичко образложење за побуну; као и Џамила, Зохра и Хасиба, три женске чланице ФЛН-а које изводе терористичке нападе. Битка за Алжир такође укључује хиљаде алжирских статиста. Понтекорво је намеравао да путем њих пренесе комуникацију певањем, јауцима и физичким ефектом.
Филм се завршава приказом националистичких демонстрација и немира, што сугерише да је Француска, иако је победила у бици за Алжир, изгубила Алжирски рат за независност.

## Улоге
| Глумац            | Улога                |
| ----------------- | -------------------- |
| Жан Мартин        | пуковник Филип Матје |
| Сади Јасеф        | Ел-Хади Џафар        |
| Брахим Хађаг      | Али Ла Поанте        |
| Томасо Нери       | капетан Дубоа        |
| Самија Кербаш     | Фатија               |
| Уго Палети        | капетан              |
| Фусија Ел Кадер   | Халима               |
| Франко Моруци     | Махмуд               |
| Мохамед Бен Касен | мали Омар            |